# Sörmjöle havsbad (västra delen)
Sörmjöle havsbad (västra delen) var en av SCB avgränsad och namnsatt småort i sydvästra delen av Umeå kommun. Småorten omfattade bebyggelser sydväst om Sörmjöle, drygt två mil sydväst om Umeå. från 2015 räknas området som en del av tätorten Brännäset.